# Mariyo Yagi
Mariyo Yagi (japanisch 八木 マリヨ Yagi Mariyo; * 1948 in Kōbe) ist eine japanische Designerin, Textil-, Performance- und Installationskünstlerin.

## Leben und Werk
Mariyo Yagi studierte ab 1966 Innen- und Gartenarchitektur an der Kyōto-shiritsu Geijutsu Daigaku in Kyōto. Von 1973 bis 1976 arbeitete sie als Assistentin bei Isamu Noguchi. Zudem feierte sie mit ihren eigenen Entwürfen große Erfolge. Ab 1973 arbeitete Yagi für den Designer Dino Gavina, für den sie u. a. die Beleuchtungsserie Garbo schuf, die ab 1976 von der Firma Sirrah produziert und mit dem Italian Good Design Award ausgezeichnet wurde.
Mariyo Yagis zentrales Motiv, von ihr NAWA genannt, ist das Seil, das ungeachtet des Mediums oder der Dimension stets Teil ihrer Kunst ist. Mit ihren Skulpturen, Installationen, Performances und Environment wurde sie schon früh bekannt. So stellte sie u. a. ihre Werke 1981 in der Ausstellung Trends in Japanese Crafts im Museum of Modern Art aus. Zwischen 1975 und 1992 nahm sie zudem viermal an der Biennale internationale de la Tapisserie im Musée cantonal des Beaux-Arts de Lausanne teil.
Als Gastprofessorin unterrichtete Yagi 1988 an der Concordia University in Montreal. Zudem hatte sie von 1995 bis 2000 eine Professur an der Kōbe Women’s University inne. Ihre Arbeiten erfuhren große internationale Anerkennung und wurden mit einer Vielzahl von Auszeichnungen geehrt. 2003 wurde Mariyo Yagi von der Präfektur Kyōto für ihr künstlerisch-soziales Schaffen mit dem Preis für kulturelle Verdienste ausgezeichnet. 2005 erfolgte ihre erste Soloausstellungen im Art Space Kan in Tokio und in der Kojyu Gallery in Kyōto.